# Funhouse
Funhouse je páté studiové album zpěvačky Pink, natočené v roce 2008. Ve čtvrtek 19. listopadu zavítala se svým koncertním turné k této desce do pražské O2 Arény.

## Seznam písní
1. „So What“ – 3:35
2. „Sober“ – 4:11
3. „I Don't Believe You“ – 4:36
4. „One Foot Wrong“ – 3:24
5. „Please Don't Leave Me“ – 3:51
6. „Bad Influence“ – 3:36
7. „Funhouse“ – 3:24
8. „Crystal Ball“ – 3:26
9. „Mean“ – 4:17
10. „It's All Your Fault“ – 3:52
11. „Ave Mary A“ – 3:16
12. „Glitter In The Air“ – 3:48
13. „This Is How It Goes Down“ [Ft. Travis McCoy] – 3:19
14. „Boring“ – 3:15